# Filip Grgić
Filip Grgić (* 25. Oktober 1989) ist ein kroatischer Taekwondoin.
Der aus Zagreb stammende Filip Grgić ist Teil der Kroatischen Taekwondo-Nationalmannschaft.
Grgić ist National- und Vereinsmannschaftskollege der kroatischen Taekwondo-Kampfsportlerin und Olympiateilnehmerin Sandra Šarić.

## Bisherige Erfolge
Grgić erzielte erste nationale Erfolge im Jugendbereich zwischen 2001 und 2006 als mehrfach kroatischer Meister wurde (2003: bis 48 kg; 2005, 2006: bis 63 kg). 2006 bis 2007 war er auch bei mehreren internationalen Turnieren im Jugendbereich mit 1. und 2. Plätzen erfolgreich.
2007 wurde er im Seniorenbereich Meister der Klasse bis 62 kg und gewann im gleichen Jahr auch die Taekwondo-Weltmeisterschaften 2007 in Peking 2010 und 2012 wurde er jeweils Vize-Europameister in der Klasse bis 68 kg. In den Finals unterlag er dabei Daniel Manz (2010) und Servet Tazegül (2012).

## Auszeichnungen
Filip Grgić wurde durch das Kroatische Olympische Komitee im Jahre 2007, neben Ivano Balić und Blanka Vlašić, zum erfolgreichsten Sportler des Jahres gewählt. Seine sportlichen Leistungen wurden mit dem "Sportpreis
Dražen Petrović 2007" gewürdigt.